# 鈴江梨紗
鈴江 梨紗（すずえ りさ、5月3日 - ）は、日本の女性声優。青森県出身。かつては賢プロダクションに所属していた。

## 略歴
専門学校東京アナウンス学院卒業。専門学校時代、講師である倉田雅世によるレッスンを受けていた。その後スクールデュオを経て、2019年4月より賢プロダクションに所属。
『ヘイ・ダギー』のベティ役の吹き替えが初のレギュラー出演である作品となった。

## 人物
趣味・特技として歌、南部弁、天然石集め、100円ショップ巡り、好きな入浴剤を入れてゆっくり湯船に浸かることをそれぞれ挙げている。

## 出演
太字はメインキャラクター。

### テレビアニメ
- もっと!まじめにふまじめ かいけつゾロリ（2020年、女子たち）
- NOBLESSE -ノブレス-（2020年、女子、女生徒、生徒）
- エタニティ 〜深夜の濡恋ちゃんねる♡〜（2020年、丸山里美[7]、上条まなみ[7]） - 通常版
- 弱キャラ友崎くん（2021年、生徒）

### 劇場アニメ
- 劇場版 うたの☆プリンスさまっ♪ マジLOVEキングダム（2019年、観客）
- STAND BY ME ドラえもん 2（2020年）

### Webアニメ
- TIGER & BUNNY 2（2022年、美術館員）

### ゲーム
- グランドサマナーズ（2019年、碧閃剣騎フィリア[8]）
- GALAXYZ（2020年、マルルカ[9]）
- ラストピリオド -巡りあう螺旋の物語-（2020年、ボムリア[10]）
- エコーズオブパンドラ（2020年）

### ドラマCD
- 新幹線変形ロボ シンカリオン 鍋!! キトラルザスの団らん！

### デジタルコミック
- つばめティップオフ！（リコ）
- おじさんはカワイイものがお好き。
- 怨霊奥様
- 推しが我が家にやってきた！

### 吹き替え
- エイリアンシッダー ギャビー・デュラン（英語版）（スカイ〈エル・マッキノン〉）
- フィール・ザ・ビート（英語版）（ジェーン〈カイ・ゼン〉）
- ヘイ・ダギー（英語版）（ベティ〈ジャスミン・バーソロミュー〉）
- フェノミナ（ジェラルディン）

### その他コンテンツ
- 湘南台文化センター こども館 プラネタリウム
- コスモ大学天文部〜冬の星座を巡る〜 プラネタリウム（石川ハル）
- リネージュ リマスター テレビCM